# Astragalus klementzii
Astragalus klementzii är en ärtväxtart som beskrevs av N.Ulziykh. Astragalus klementzii ingår i släktet vedlar, och familjen ärtväxter. Inga underarter finns listade i Catalogue of Life.